# Diane Morgan
Diane Morgan (Bolton, 5 de octubre de 1975) es una actriz, guionista y comediante británica, reconocida por su participación en los falsos documentales Cunk on Christmas, Cunk on Earth, Cunk on Shakespeare, Cunk on Britain y Cunk and Other Humans, y en las series de televisión Charlie Brooker's Weekly Wipe, Motherland y After Life. A finales de 2020 interpretó el papel de Gemma Nerrick en el falso documental Death to 2020.

## Filmografía

### Cine y televisión
- 2002: Phoenix nights
- 2003: La jalousie (cortometraje)
- 2010: Robert’s web
- 2010: The boot sale (cortometraje)
- 2011-2012: Mount Pleasant
- 2012: Complaints: five tactics for handling complaints effectively (cortometraje)
- 2012: Games on
- 2012: Get lucky
- 2012: Him & her
- 2012: The royal bodyguard
- 2012: The work experience
- 2013: Alan Partridge: Alpha Papa
- 2013: Cheese by mouth (cortometraje)
- 2013: Pat & Cabbage
- 2013-2020: Charlie Brooker’s weekly wipe
- 2014: Utopia
- 2014: Paradise males (cortometraje)
- 2014: Philomena Cunk’s moments of wonder
- 2014: The Mimic
- 2015: Baguettes (cortometraje)
- 2015: Drunk history: UK
- 2015: Three kinds of stupid
- 2015: Uncle
- 2016: Me before you
- 2016: Cunk on Christmas (cortometraje)
- 2016: Cunk on Shakespeare (cortometraje)
- 2016: Damned
- 2016: David Brent: life on the road
- 2016: Rovers
- 2016: We the jury
- 2016-2022: Motherland
- 2017: Funny cow
- 2018: Chris P. Duck
- 2018: Cunk on Britain
- 2018: Thawed (cortometraje)
- 2019: Cunk & other humans on 2019
- 2019: The Cockfields
- 2019–2021: Frayed
- 2019-2022: After life
- 2019-2024: Mandy
- 2020: Death to 2020
- 2021: Death to 2021
- 2022: Cunk on Earth
- 2024: Wallace & Gromit: Vengeance Most Fowl
- 2024: Cunk on Life